# Бесчестье (роман)
«Бесчестье» (англ. Disgrace) — роман южноафриканского писателя Джона Кутзее, за который он был удостоен Букеровской премии (1999). Спустя четыре года после издания Кутзее был удостоен Нобелевской премии по литературе.

## Сюжет книги
Действие разворачивается в пост-апартеидовской Южно-Африканской Республике. Роман повествует о жизни южноафриканского профессора университета Дэвида Лури (David Lurie), потерявшего из-за связи со студенткой репутацию, работу, мечты о творческих успехах. Он покидает Кейптаун и поселяется у своей дочери лесбиянки Люси (Lucy) в Восточно-Капской провинции.
Для описания этнических и этических противоречий Кутзее использует композицию и крепко сбитый сюжет, в котором все сюжетные линии закольцованы. По мнению обозревателя газеты «Коммерсантъ», Кутзее руководствовался «заветами российской классической словесности», поэтому «неудивительно было бы, если бы и роман назывался как-нибудь вроде „Благородство и бесчестье“. Или — „Униженные и оскорбленные“»

## Экранизация
В 2008 году роман был экранизирован, роль профессора Лури исполнил Джон Малкович. Режиссёр кинокартины — Стив Джейкобс.

## Букеровская премия
За книгу «Бесчестье» Кутзее был во второй раз удостоен Букеровской премии, что является уникальным случаем. В 1983 году он уже получал эту премию за роман «Жизнь и время Михаэла К.». В 2003 году Кутзее стал лауреатом Нобелевской премии по литературе.